# Remembering Now
Remembering Now è il 47° album in studio del cantautore nordirlandese Van Morrison, in uscita il 13 giugno 2025 per Exile Productions e Virgin Records. Segna il ritorno di Van Morrison alla scrittura di canzoni originali dopo album di cover e rielaborazioni di suoi brani. Il primo singolo, Down to Joy, è stato pubblicato il 27 febbraio 2025, essendo originariamente apparso nella colonna sonora del film Belfast di Kenneth Branagh del 2021 ed essendo stato successivamente candidato all'Oscar per la migliore canzone originale. Altri collaboratori dell'album includono Fiachra Trench, Don Black e Seth Lakeman. Il secondo singolo dell'album, Cutting Corners, è stato pubblicato il 1° maggio 2025.

## Tracce
1. Down to Joy
2. If It Wasn't for Ray
3. Haven't Lost My Sense of Wonder
4. Love, Lover and Beloved
5. Cutting Corners – 3:06
6. Back To Writing Love Songs – 3:57
7. The Only Love I Ever Need Is Yours – 2:36
8. Once in a Lifetime Feelings – 4:38
9. Stomping Ground – 5:15
10. Memories and Visions – 6:49
11. When the Rains Came – 6:23
12. Colourblind – 3:31
13. Remembering Now – 5:20
14. Stretching Out – 8:55